# Challenger de Praga-2 2022
El torneo I.ČLTK Prague Open 2022 fue un torneo de tenis perteneció al ATP Challenger Tour 2022 en la categoría Challenger 80. Se trató de la 29ª edición; el torneo tuvo lugar en la ciudad de Praga (República Checa), desde el 2 hasta el 8 de mayo de 2022 sobre pista de tierra batida al aire libre.

## Jugadores participantes del cuadro de individuales
| Favorito | País                        | Jugador             | Rank1 | Posición en el torneo |
| -------- | --------------------------- | ------------------- | ----- | --------------------- |
| 1        | Bandera de Australia        | Aleksandar Vukic    | 128   | Primera ronda         |
| 2        | Bandera de Portugal         | Nuno Borges         | 131   | Segunda ronda         |
| 3        | Bandera de República Checa  | Tomáš Macháč        | 144   | Baja                  |
| 4        | Bandera de República Checa  | Vít Kopřiva         | 166   | Segunda ronda         |
| 5        | Bandera de Argentina        | Pedro Cachín        | 171   | CAMPEÓN               |
| 6        | Bandera de los Países Bajos | Jesper de Jong      | 177   | Primera ronda         |
| 7        | Bandera de Argentina        | Juan Pablo Ficovich | 181   | Primera ronda         |
| 8        | Bandera de Italia           | Federico Gaio       | 182   | Cuartos de final      |

- 1 Se ha tomado en cuenta el ranking del 25 de abril de 2022.

### Otros participantes
Los siguientes jugadores recibieron una invitación (wild card), por lo tanto ingresan directamente al cuadro principal (WC):
- Jonáš Forejtek
- Martin Krumich
- Andrew Paulson

Los siguientes jugadores ingresan al cuadro principal tras disputar el cuadro clasificatorio (Q):
- Matteo Donati
- Lucas Gerch
- Daniel Michalski
- Yshai Oliel
- Lukáš Rosol
- Clément Tabur

## Campeones

### Individual Masculino
- Pedro Cachín derrotó en la final a  Lorenzo Giustino, 6–3, 7–6(4)

### Dobles Masculino
- Nuno Borges /  Francisco Cabral derrotaron en la final a  Andrew Paulson /  Adam Pavlásek, 6–4, 6–7(3), [10–5]